# Стефан Узунов
Стефан Бочев Узунов е български офицер, генерал-майор.

## Биография
Роден е на 16 декември 1928 г. във Велико Търново. През 1949 г. завършва търговска гимназия в Търново. От 1949 до 1950 г. е войник в четиридесети мотострелкови полк в Ямбол. Между 1950 и 1951 г. учи във Военното училище. След това е назначен за командир на взвод в трети армейски артилерийски полк в Шумен. Остава на този пост до 1952 г. От 1952 до 1955 г. учи в курс за командири на батареи, а след това е назначен за началник-щаб на артилерийски дивизион в трети армейски артилерийски полк. Между 1955 и 1956 г. изкарва 10-месечен курс в Народното военно артилерийско училище в Шумен. След това до 1959 г. е началник-щаб на 45-и армейски артилерийски полк. В периода 1961 – 1964 г. учи профил „Земна артилерия-командно-щабен“ във Военната академия в София. Между 1964 и 1966 г. е началник-щаб на 18-а мотострелкова бригада. Старши помощник-началник по ОБП в щаба на Ракетните войски и артилерията-ЗА (1966 – 1968) и старши помощник-началник на Оперативния отдел в Щаба на Ракетните войски и артилерията. От 1970 до 1973 г. е заместник-началник на Оперативния отдел в щаба на Ракетните войски и артилерията. Между 1973 и 1974 г. изкарва курс в Артилерийската академия в Санкт Петербург. След това до 1978 г. е назначен за началник на Оперативния отдел в щаба на Ракетните войски и артилерията. В периода 1978 – 1989 г. е началник-щаб на Ракетните войски и артилерията в Командване на Сухопътните войски. От 1989 г. е на разпореждане на управление „Кадри“, а от 15 август 1989 г. е на разпореждане по щат А-144 за уволнение. Излиза в запаса на 1 март 1990 г. Умира на 5 ноември 1991 г.

## Образование
- Търговска гимназия, Търново – 1949
- Военно училище в София – 1950 – 1951
- Народно военно артилерийско училище – 1955 – 1956
- Военна академия „Георги Раковски“ – 1961 – 1964
- Артилерийската академия – 1973 – 1974

## Военни звания
- лейтенант (1 февруари 1952)
- старши лейтенант (11 януари 1954)
- капитан (22 януари 1957)
- майор (25 април 1961)
- подполковник (15 октомври 1965)
- полковник (25 септември 1970)
- генерал-майор (7 септември 1984)[5]

## Награди
- Медал „За безупречна служба“ – II ст.
- Медал „30 години социалистическа революция“
- Орден „Червено знаме“ (1970, 1981)
- „9 септември 1944 г.“ – III ст. с мечове